# Um (filosofia)
O Um ou Uno é um conceito filosófico grego que é fundamentado pela primeira vez no diálogo Parmênides por Platão e primordial em sua Teoria das Ideias. Relacionado à Mônada do pitagorismo e ao questionamento da unidade versus multiplicidade (problema do um e muitos) pelos pré-socráticos, foi desenvolvido posteriormente por outros platonistas e neopitagóricos, especialmente no neoplatonismo por Plotino e seus sucessores. Henologia refere-se ao estudo do Um.
Plotino define o "Uno" como uma entidade suprema, totalmente transcendente, além de todas as categorias do Ser e Não-ser. O primeiro princípio do qual todas as coisas existentes derivam. Ele é relacionado ao conceito de Absoluto e de Causa Primeira. A unidade transcendente é a propriedade que todo ser possui, caso contrário, não seria. O Um só pode ser o primeiro princípio se estiver "para além do Ser". O Uno não é qualquer coisa existente, nem simplesmente a soma de todas as coisas, mas "é antes de tudo existente". Essa visão, compartilhada pelos neoplatonistas, que faz do Uno um princípio ontológico primário no diálogo de pensamentos entre os gregos, é também citada por Aristóteles, para quem "o Um não é nada além que o Ser".
Este conceito de representa uma verdadeira ruptura com o modo tradicional grego de pensar, que até então identificava a unidade com o Intelecto e o Ser. Plotino, seguindo Platão, identificou o Uno com o conceito de Bem e o princípio da Beleza. Por ser um poder imenso, contém todas essas noções e é capaz de gerar tudo, também levando o nome de Bom.

## Histórico
Historicamente, essa noção decolou na filosofia a partir do neoplatonismo de Plotino em meados do século III. Gramaticalmente, a palavra "um" é usada aqui como substantivo e com letras maiúsculas: Um, como Deus ou Ser. A palavra se opõe principalmente a Múltiplo (de Platão) e entra na lista de transcendentais (com Ser, Bom, Verdadeiro, Bonito ... que estão além das categorias e podem ser converter: Um = Bem = Belo).
Podemos diferenciá-lo da “Mônada (μονάς), unidade numérica”, e “a unidade numérica resulta do fato de que a matéria é Uma” (Aristóteles, Metafísica, Delta/V, 6); o ponto é indivisível, a linha é divisível apenas em um sentido, a superfície em dois, o volume em três (comprimento, largura, profundidade). Há um vínculo entre o Um-princípio e o Um-mônada uma vez que o primeiro é medida, unidade de medida, medida de números, e que o domínio dos números vale como modelo de medida (Aristóteles, Metafísica, Delta, 6; N, 1). Para os pitagóricos (Nicômaco de Gerasa) e Plutarco, "o Um é de uma só vez par e impar" e é "bissexual" (arsenothêlu).
Euclides dá essas definições em seu Elementos, livro VII:
1. Unidade é aquilo segundo a qual cada uma das coisas existentes é dita uma. 2. Um número é um conjunto composto de unidades.

Pode-se opor o Um-princípio, metafísico, e o Um-gênero, Unidade, noção lógica que todos aceitam. Falar do Uno é bastante idealista, enquanto buscar a unidade é simplesmente racional.
A ciência do Uno (έν) é chamada henologia, como a ciência do Ser a ontologia. Essas duas disciplinas filosóficas estão ligadas, pois um e ser são conversíveis: tudo o que tem ser tem unidade, tudo que tem unidade, tem ser. A máxima de Boécio "O um e o ser são recíprocos" (Unum et ens convertuntur) permaneceu um princípio de metafísica escolar até o século XVIII. Leibniz diz:  
O que não é verdadeiramente ''um'' também não é verdadeiramente ''ser''. (Correspondência com Arnauld, abril de 1687). 
Entre os filósofos gregos, a noção de unidade assume sua importância em Xenófanes de Cólofon, por volta de 540 a.C. Platão testemunha isso:
A gente eleática, começando com Xenófanes e ainda antes, vê apenas uma unidade no que chamamos de Todo. (Sofista, 242d) 
Xenófanes fala que "Deus é Um, o maior dos deuses e dos homens, não é como os mortais em corpo ou em mente" (fragmento 23). Heráclito também aborda conceitos sobre o Um, como a concordância de opostos; em seu fragmento 50, afirma: "Quando você ouvir, não a mim, mas à Lei (Logos), é sábio concordar que todas as coisas são um."

### Pitagorismo
Entre os pitagóricos (desde Filolau, por volta de 400 a.C.), o Uno é a Mônada, a unidade original da qual derivam as séries de números, a Década ou o conjunto dos dez primeiros números inteiros. Mas o Um é ao mesmo tempo princípio e elemento, porque deriva dos dois "primeiros princípios", o Limite e o Ilimitado. Cosmogonicamente, os dois princípios (Limite e Ilimitado) geram o Um (que é ímpar e par), o qual gera os números (ímpares ou pares). Mais tarde, as Memórias Pitagóricas, do século II a.C., dizem: 
O princípio de todas as coisas é a Mônada; da Mônada deriva a Díade indefinida, para desempenhar o papel de matéria subjacente à Mônada, que é a causa ativa; da Mônada e da Díada indefinida derivam os números, dos números os pontos, destes as linhas, destas as figuras planas, dos planos os sólidos, dos sólidos os corpos sensíveis [objetos dos sentidos], dos quais os elementos são quatro em número — fogo, água, terra, ar.
— trad. para o francês por André-Jean Festugière
Arquitas e Filolau usam os termos 'um' e 'mônada' de forma intercambiável
—Téon de Esmirna, "Apresentação de Conhecimentos Matemáticos Úteis para a Leitura de Platão".
Entre os pitagóricos como Alcmeão de Crotona, o Uno não é mais o primeiro. Segundo J.-P. Dumont, é necessário estabelecer a seguinte ordem: 1) Princípios (Limite e Ilimitado); 2) Elementos: ímpar e par; 3) O Um, mistura; 4) o número (e consequentemente o Céu, que é número, bem como todos os seres que ele envolve). Segundo Aristóteles,  
o número é, para os pitagóricos, princípio ..., os elementos do número são o par e o ímpar, sendo o último limitado e o primeiro ilimitado; o Um procede desses dois elementos, pois é par e ímpar; o número procede do Um e o Céu, em sua totalidade, é número (Metafísica, A, 5). 

### Platonismo
Euclides de Mégara, discípulo de Sócrates, identifica, antes de Platão, o Um e o Bem. Em seu famoso poema, Parmênides, por sua vez, fala de Ser em termos que sugerem fortemente uma identificação com o Uno, tornada ainda mais plausível por causa do seguinte.
Platão, em A República identifica o Um e a Ideia do Bem, princípios de toda existência e todo conhecimento, cuja beleza transcende toda expressão; O Um está acima do Ser No diálogo de Parmênides, o Uno é o princípio da unidade subjacente à multiplicidade de Ideias e dos fenômenos. Nele, três hipóteses primárias de Platão foram consideradas pelos neoplatonistas:
- Hipótese 1. O Um é o Um, escapa ao ser, ao conhecimento e à fala:[19] não pode ser algo mais que Um, porque então seria múltiplo e, portanto, não seria. Esse Um absoluto, que não participa da substância das coisas, fascinou particularmente os neoplatonistas;
- Hipótese 2. O Um que é ou Um-ser, isto é, ele é o ser,[20] é, portanto, múltiplo, aceita todos os opostos, mas é conhecível e podemos dizer tudo sobre ele;
- Hipótese 3. O Um é e não é,[21] ele muda, é instantâneo.

Em seu Parmênides, em uma primeira hipótese, Platão apresenta um Um que é superior a toda distinção, a qualquer atribuição, de modo que não se pode nem dizer que existe. Numa segunda hipótese, mostra um Um que é pura multiplicidade, uma vez que é Um que é (tem ser), e que deve-se admitir que entre a Ideia de Um e a Ideia de Ser existe uma comunicação e, havendo tal comunicação parelha, ainda deve haver uma comunicação entre essa comunicação e cada uma das duas Ideias, portanto ad infinitum. Platão em seguida nega cada uma dessas duas hipóteses e propõe a ideia de uma unidade que é a unidade de multiplicidades, o que justifica sua teoria das Ideias, porque uma Ideia ou Forma é uma totalidade que engloba particularidades. Esse então é o Um-Múltiplo.
Em sua doutrina não escrita, Platão apresenta dois "primeiros princípios", dois gêneros supremos eternamente opostos: o Uno e a Díade indefinida, cuja interação gera Ideias e Números. O Um e a Díade não são números, mas fontes de números: "é a partir desse Um que o número ideal é gerado", "a Díade indefinida é a geratriz da quantidade".
Há dualismo entre os princípios, Mônade e Díade. O Um é a Ideia do Bem, está além do ser, é o Limite (a noção é positiva, entre os gregos). É o gênero supremo, a medida dos números, a condição da qual todos os seres derivam, a causa da verdade e a fonte da excelência (virtude). No outro extremo, "a Díade indefinida do Grande e do Pequeno" é alteridade, desigualdade, dissimilaridade, movimento.
Para Espeusipo, que nega as Ideias de Platão e as substitui por Números de acordo com o Pitagorismo, o Uno é o princípio primário, acima do ser, e se distingue da Mônada, o princípio dos números. Ele deriva o ponto do Um (e então, como Platão, do dois: a linha, do três: o plano, do quatro: o volume).

### Aristotelismo
Aristóteles (Metafísica, Delta/V, cap. 6), rejeita as Ideias de Platão, incluindo o Um, tão abstrato em Platão e que na realidade é dito "em vários sentidos": "A unidade não é a mesma em todos os gêneros" (na música, gramática etc.). A unidade é acidental (quando, por exemplo, fala-se "Coriscos instruído", combinando o nome "Coriscos" e "Instrução") ou essencial e por si só. Aristóteles admite quatro modos de unidade: o continuum material (por exemplo, um pacote), um mesmo substrato primordial ou último (por exemplo, a água, indivisível), um gênero comum a várias espécies (por exemplo, animal para cavalo, homem, cachorro), e finalmente uma definição essencial e invariável (por exemplo, para "superfície", porque tem "sempre comprimento e largura"). Aristóteles lista os modos de um:
Existe o Um em cada um desses modos: o Mesmo, que é aquele em que a substância é uma; o Similar, em que a qualidade é uma; o Igual, em que a quantidade é uma. (Metafísica, Delta, 15, 1021 a). 

### Neopitagorismo
Eudoro de Alexandria postula um princípio fundador, absolutamente transcendente, e depois um par de opostos que dele resultam:
- A Mônada (Limite, Forma);
- A Díade (Ilimitada, Matéria), constituindo o segundo Um.

Enquanto a Díade é o arquétipo da matéria, a Mônada é o das idéias, que integram o Logos, cuja ação sobre a matéria realiza o universo. Desta sucessão do Um supremo, do Um composto de Mônada e Díade e do Logos como unidade de uma multiplicidade, manifestam-se três deuses ordenados segundo uma hierarquia e cujos primeiros traços são perceptíveis nas três primeiras hipóteses do Parmênides de Platão, bem como na carta II do Pseudo-Platão. A concepção de Eudoro de Alexandria é relatada por volta de 535 por Simplício da Cilícia em seu Comentário sobre a 'Física' de Aristóteles, 181.
Moderato de Cádis, filósofo neopitagórico e platônico ativo por volta de 90 d.C., também reporta a Plotino, porque coloca o Um acima das Formas. 
O primeiro Um está acima do Ser (para einai) e de toda essência (ousia). O segundo Um, o Ser verdadeiro e inteligível, são as Formas. O terceiro, ou Um psíquico, participa do [primeiro] Um e das Formas. Então, o último grau da natureza são as coisas sensíveis, que não participam do grau superior [da realidade], mas são ordenadas por sua reflexão ou manifestação. A matéria nas coisas sensíveis é uma sombra do Não-Ser, cuja forma primitiva é a Quantidade (poson).

### Neoplatonismo
Numênio de Apameia (cerca de 155): 
O primeiro Deus [o primeiro Um] não opera e ele é verdadeiramente rei, enquanto o Deus que governa tudo, atravessando o céu, é apenas Demiurgo [o segundo]. É por isso que participamos da Inteligência ("to noêton") quando ela desce e é comunicada a todos os seres [o terceiro Um, como Alma do Mundo ou cosmos ou centelhas de Deus] quem podem recebê-la.
Plotino, entre 254 e 270, em Enéadas, contra Numênio, pensa que o Um transcende o intelecto. Supõe três hipóstases, princípios divinos: o Um, o Intelecto, a Alma. O Uno é Bem, unidade absoluta e plenitude. Dele brota todo ser, mas também toda beleza. "A luz está inseparavelmente ligada ao Sol, de maneira semelhante o ser também não pode ser separado de sua fonte: o Uno."  O Um é a unidade absoluta, o acesso mais direto a ele é  impossível.
Nenhum nome lhe é conveniente, no entanto, já que ele deve ser nomeado, ele deve ser chamado de Um, mas não no sentido de que seja uma coisa que tenha então o atributo de um. (Enéadas, VI, 9, 5) 
O Um se escoa por causa de sua superabundância, como radiação, emanação. Daí nasce o Espírito, o Intelecto (Noûs), que representa a esfera das Ideias, ou seja, arquétipos eternos de todas as coisas. Então vem a terceira hipóstase depois do Uno e do Intelecto: a Alma, que, como a Alma do Mundo, contém todas as almas individuais. A ascensão ao Um é contemplada por Plotino como um processo de purificação. O ímpeto é o amor da Beleza e do Um originais. Alguns acadêmicos já tentaram associar as três hipóstases de Plotino com as três hipóteses sobre o Um de Platão, em que o Um de Plotino corresponde ao Um do Parmênides (137-142) e da República VI de Platão; o Intelecto corresponde ao Um múltiplo da segunda hipótese de Platão (142-155) no diálogo Parmênides ou ao Demiurgo do Timeu; a Alma corresponde ao Um de uma só vez uno e múltiplo da terceira hipótese de Parmênides (155-157) (Enéadas, tratado 10: V.1, § 8 : "Sobre as três hipóstases que têm posição de princípios"). Plotino também se baseia na carta II (312e) atribuída a Platão ("Em torno do rei de todas as coisas estão todas as coisas. . . Em torno do segundo estão as coisas de segundo grau; e em torno do terceiro, as coisas de terceiro grau.")
Os neoplatônicos pitagóricos (como Siriano, Nicômaco de Gerasa, Jâmblico) igualaram o Um à Mônada. Jâmblico (250-330) radicalizou Plotino.
Ele considera a noção de causa da procissão universal e a fonte de determinação universal incompatíveis com o princípio da transcendência absoluta do Uno. Assim, para superar a inconsistência, ele separa o Uno do Inefável. Este último é o "princípio absolutamente indescritível", um princípio único do todo, acima dos seres reais e princípios universais, a fonte e o fundamento de tudo. O Um é subordinado a ele. Em segundo grau, depois do Inefável, ele é perfeitamente indeterminado, além do ser e da própria unidade. Definido como Um absoluto, Um puro ou Um-todo, tem a função de causa preexistente do ser. Plotino já havia atribuído essa função ao Uno, porque produz o noûs-noêtov, ou seja, o ser e a multiplicidade de formas.
Proclo (412-485) faz tudo se derivar e retornar ao Um. "Toda pluralidade participa do Uno em qualquer modo", e o Um é Ser, Vida, Espírito.

### A metafísica do Uno
"Se podemos dizer de cada coisa que ela « é », é graças à Unidade e também ao idêntico", escreve Plotino nas Enéadas, relata Étienne Gilson. Deve-se ao "Um" a unificação da multiplicidade da qual tudo é feito. Se existe algo livre de toda multiplicidade a unificar, é o próprio "Um", o princípio de toda unidade e, portanto, de todo ser. Nesta metafísica geradora do "ser", o "Um" também é uma condição para a inteligibilidade de tudo o que "é", como se resume uma palestra de Etienne Gilson sobre a metafísica do Uno abaixo.

### A transcendência do Uno
- O Um não é o ser, pela mesma razão que todo ser, sendo uma certa unidade particular, não é o "Um em si".
- Sendo nada (não sendo um ser), o Uno é inexprimível.
- Qualquer pensamento que reivindicasse agarrá-lo imediatamente o tornaria um ser, o Um não pode, portanto, ser pensado. De fato, a realidade mais simples de todas não pode ser pensada em si mesma porque, se pudesse, como conhecedora e conhecida, teria um ser múltiplo.
- No entanto, o Uno é a causa do que pensa e, portanto, a causa do que é.

### Ser e pensar são a mesma coisa
O pensamento que circunscreve por definição uma forma inteligível gera um objeto que se pode dizer que é (tem ser) porque é pensável. O "Um" transcende o pensamento como transcende o ser. As coisas que vêm do "Um" são como fragmentos virtuais do primeiro princípio. O ser fixado em formas estáveis constitui o todo dos inteligíveis. Tomados em conjunto, constituem o todo do Ser e, equivalentemente, a Inteligência, primeira hipóstática do sistema de Plotino. Tal noção remete também ao poema de Parmênides de Eleia: "ser e pensar é uma e a mesma coisa". (ver Panpsiquismo).

### Judaísmo
A unidade de Deus é uma das coisas mais importantes no judaísmo, declarada em sua profissão de fé Shemá Israel: "O Senhor é Um". Na Cabalá, influenciada pelo neoplatonismo, o conceito de Ein Sof foi identificado com o Um grego por Abraham Cohen de Herrera, por volta de 1630.

### O Um entre os místicos cristãos
A teologia mística do Pseudo-Dionísio, o Areopagita (por volta de 490, na Síria) preserva a ideia do Um além da essência, mas a inflexiona no sentido cristão:  
Toda afirmação permanece abaixo da Causa única e perfeita de todas as coisas, porque toda negação permanece abaixo da transcendência daquele que é simplesmente despojado de tudo e que está além de tudo. (Teologia Mística, trad. em francês por Maurice de Gandillac, 1943, p. 184) 
O pseudo-Dionísio defende a famosa proposição segundo a qual "Todo ser é super-ser em Deus" (em latim, esse omnium est superesse divinitas).  Isso pode ser entendido de duas maneiras: no sentido panteísta, onde "Deus é o mesmo que as coisas", ou no sentido católico, defendido por Bernard de Clairvaux, onde "Deus é o ser causal das coisas". Mestre Eckhart também faz vários comentários sobre o Um, citando Boécio e Macróbio, dentre outros, e diz: "o Uno descende totalmente em todas as coisas que estão abaixo dele, que são muitas e que são enumeradas. Nestas coisas individuais, o Uno não está dividido, mas permanecendo o Um incorrupto, flui para todo número e o informa com sua própria unidade.". Giordano Bruno afirma:
"Antes de mais nada, o Um deve existir eternamente; de seu poder deriva tudo o que é ou será sempre. Ele é o Eterno e abraça todos os tempos. Ele conhece profundamente todos os eventos e Ele mesmo é tudo. Ele cria tudo além de qualquer começo de tempo e além de qualquer limite de lugar e espaço. Ele não está sujeito a nenhuma lei numérica ou a qualquer lei de medida ou ordem. Ele mesmo é lei, número, medida, limite sem limite, fim sem fim, ato sem forma."

### Islamismo
No Islã, Tahwid é o conceito de unidade divina. Ibn Arabi, um dos mais influentes filósofos sufistas, influenciado pelo platonismo, aborda a inefabilidade do Um, como transcendente e imanente para além de todas as atribuições:
“Se tu insistes somente na transcendência, tu O restringes,

E se insistes na imanência, tu O limitas.

Se manténs a ambos [os aspectos] estás certo

- Imān e mestre nas ciências espirituais -.

Aquele que afirma os dois aspectos é um politeísta,

enquanto aquele que O isola tenta regulá-Lo.

Se professas a Unidade, fique atento para não compará-lo

e, se professas a Unidade, não O faças transcendente.

Tu não és Ele e tu és Ele

e, nas essências das coisas, limitado e ilimitado, tu O vês."